# Селфриџ (Северна Дакота)
Селфриџ (енгл. Selfridge) град је у америчкој савезној држави Северна Дакота.

## Демографија
По попису из 2010. године број становника је 160, што је 63 (-28,3%) становника мање него 2000. године.
| Група             | 2000.      | 2010.      |
| Белци             | 89 (39,9%) | 53 (33,1%) |
| Афроамериканци    | 0 (0,0%)   | 1 (0,6%)   |
| Азијати           | 0 (0,0%)   | 2 (1,3%)   |
| Хиспаноамериканци | 5 (2,2%)   | 4 (2,5%)   |
| Укупно            | 223        | 160        |